# 打扫干净屋子再请客
打扫干净屋子再请客，是中华人民共和国建国初期的三大外交政策之一（其他两个是一边倒和另起炉灶）。由毛泽东在三大战役胜利后于1949年3月中国共产党第七届中央委员会第二次全体会议上提出的。指的是先清除帝国主义在华的残余势力和特权以及一切不平等條約，再考虑与西方国家建立外交关系的问题。